# Teun van de Keuken
Teun Gerrit (Teun) van de Keuken (Amsterdam, 4 september 1971) is een Nederlands journalist. Hij verwierf bekendheid door zijn rol in het tv-programma Keuringsdienst van waarde.

## Biografie

### Jeugd en studie
Van de Keuken groeide op in Amsterdam, waar hij het Barlaeus Gymnasium doorliep. Daarna studeerde hij geschiedenis aan de Universiteit van Amsterdam. Zijn doctoraalscriptie schreef hij over het werk van de Duitse historicus Golo Mann.

### Televisie
Van de Keuken werd bekend bij het grote publiek als verslaggever van het NTR-televisieprogramma Keuringsdienst van Waarde. In 2008 presenteerde hij het programma Spraakmakers voor Het Gesprek. Op 9 juni 2010 presenteerde Van de Keuken voor de VPRO een alternatieve verkiezingsavond op Nederland 3.
Samen met Roland Duong heeft Van de Keuken een eigen televisieproductiebedrijf, genaamd Appelbaum. Daarmee produceerden zij onder andere het onderzoekjournalistieke programma De slag om Brussel voor de VPRO. In De slag om Brussel namen Van de Keuken en Duong vooroordelen en andere opmerkelijke zaken rondom de Europese Unie onder de loep. Vanaf 2012 maakte Van de Keuken met Duong en Andrea van Pol het programma De slag om Nederland, in 2014 gevolgd door De slag om Europa. De slag om de Klerewereld kwam uit in 2015; samen met Roland Duong maakte Van de Keuken voor de VPRO een driedelige undercover documentaireserie over de gang van zaken in de kledingindustrie. Vanaf 2015 presenteerde Van de Keuken De Monitor, een onderzoeksjournalistiek programma van de KRO-NCRV. Dit programma ging later op in Pointer. In De vuilnisman (KRO-NCRV, 2021) onderzocht Teun wat er gebeurt met al die miljarden kilo’s vuilnis die we jaarlijks produceren. In de geschiedenisserie Een Programma over de Jaren Tachtig (VPRO, 2022) onderzocht Teun de jaren tachtig van de vorige eeuw. Naast Teun was er elke aflevering een co-presentator te zien die persoonlijk betrokken was bij het onderwerp van de aflevering: een Vietnamese bootvluchteling, een kind onder de evenaar, een Joegoslavische sporter en een straaljagerpiloot. 

### Radio
Van de Keuken presenteerde radioprogramma's op Radio 1, 3 en 5, waaronder namens LLiNK Desmet Live, later OBA live. Voor de VPRO maakte Van de Keuken MaDiWoDO en De Ochtenden. Samen met Gijs Groenteman presenteerde hij in de nacht het programma Teun Vuur Gijs (NPS). Regelmatig verzorgde Van de Keuken de radiocolumn voor Vroege Vogels.
Als jonge jongen was Van de Keuken al eens te horen in het VPRO-radioprogramma Ronflonflon in de nieuwe rubriek De Eierstokkencassette. Onder de artiestennaam De Molenwieken stuurden Van de Keuken en Sander den Broeder het gitaarliedje "Costa Mitaya Dika" in.

### Podcast
Sinds december 2020 maakt Van de Keuken samen met Gijs Groenteman de podcast Teun en Gijs vertellen alles. Met Yvette van Boven maakt Teun sinds september 2022 de podcast Etenstijd!
Teun van de Keuken is tevens oprichter en eigenaar van podcastbedrijf Meer van dit, samen met Guusje de Vries en Gijs Groenteman.

### Columnist
Van de Keuken heeft een wekelijkse column in de Volkskrant. Zijn columns gaan meestal over duurzaamheid, maar soms behandelt hij andere politieke en maatschappelijke thema's. Eerder was hij met Gijs Groenteman trendwatcher voor Nieuwe Revu, schrijver van een wekelijkse column in het wetenschapskatern op zaterdag van Het Parool en had hij een tweewekelijkse column voor de NCRV-gids.

### Auteur
In 2015 schreef Van de Keuken het boek Puur en Eerlijk over misleiding van consumenten. In 2017 volgde Goed Volk, een roman gebaseerd op zijn jeugd. De Supermarktsurvivalgids kwam uit in het najaar van 2018. Hierin ontleedt de auteur de wereld van de supermarkt en geeft hij tips om beter boodschappen te doen. In 2022 kwam Dit is geen dieetboek uit. Hierin wordt verslag gedaan van zijn poging om blijvend zijn leefpatroon te veranderen en probeert onder professionele begeleiding zeven populaire diëten uit. In 2024 kwam het boek De mens is een plofkip uit waarin hij kritisch naar de voedingsindustrie keek.

### Tony's Chocolonely
Van de Keuken was initiatiefnemer en naamgever van de actie Steun Teun en Tony's Chocolonely, waar hij niet meer voor werkt, toen hij zichzelf aangaf als medeplichtige aan slavernij omdat hij deze door het consumeren van chocolade in stand hield. Het Openbaar Ministerie ging niet tot vervolging over. Van de Keuken deed daarover beklag bij het Gerechtshof Amsterdam, maar werd op 5 april 2007 niet-ontvankelijk verklaard. Er vond derhalve geen vervolging plaats. Deze actie leidde wel tot de introductie van de "slaafvrije" chocoladereep Tony's Chocolonely.
Van de Keuken laat zich regelmatig kritisch uit over Tony's Chocolonely, omdat hij vindt dat het bedrijf zich te weinig bezighoudt met de oorspronkelijke missie: het tegengaan van slavernij in de chocolade-industrie.

## Persoonlijk
Van de Keuken is de zoon van filmmaker Johan van der Keuken en geluidsvrouw Noshka van der Lely. Regisseur en cameraman Stijn van Santen is een halfbroer van hem. Van de Keuken is te zien in de in 1974 door zijn vader gemaakte documentaire Vakantie van de filmer. Hij is getrouwd en heeft samen met zijn vrouw twee dochters. Zijn familiegeschiedenis werd getoond in het televisieprogramma Verborgen verleden, op 23 januari 2016.

## Bestseller 60
| Boeken met noteringen in de Nederlandse Bestseller 60 | Jaar van verschijnen | Datum van binnenkomst | Hoogste positie | Aantal weken | Opmerkingen |
| ----------------------------------------------------- | -------------------- | --------------------- | --------------- | ------------ | ----------- |
| Puur en eerlijk                                       | 2014                 | 25-09-2014            | 14              | 2            |             |
| De supermarktsurvivalgids                             | 2018                 | 24-10-2018            | 34              | 4            |             |
| Dit is geen dieetboek                                 | 2022                 | 12-01-2022            | 16              | 3            |             |
| De mens is een plofkip                                | 2024                 | 17-03-2024            | 6               | 24           |             |